# 甲斐日産自動車
甲斐日産自動車株式会社（かいにっさんじどうしゃ）は、山梨県で自動車販売・メンテナンス等を展開するディーラーである。

## 沿革
- 1959年2月2日 - 甲斐日産モーター設立。
- 1978年4月 - 日産チェリー山梨販売を合併。[1][2]
- 1988年4月 - 山梨日産自動車を合併。[1][2]
- 2004年2月2日 - 創立45周年を機に甲斐日産自動車に社名変更
- 2005年 - ミルカイト店開設
- 2009年 - 創立50周年事業　「甲斐日産の森」「プレゼントツリー」
- 2018年 - 甲斐日産特撰中古車店「Get'Uマートミルカイト店」開設
- 2021年2月15日 - 長野県の「松本日産自動車」と経営統合する。両社で持株会社「MNホールディングス株式会社」を設立し、同社傘下とする。

## 営業所
- 本店/甲府市上今井町706
- 中古車 上今井店/甲府市上今井町797
- 富士吉田店/富士吉田市上吉田東1-13-1
- 大月店/大月市大月町花咲1660（2019年4月28日：閉店）
- 韮崎店/韮崎市中田町中条1425
- 南アルプス南湖店/南アルプス市東南湖882
- バイパス一宮店/笛吹市一宮町末木614
- 甲府石和店/笛吹市石和町松本1024
- ミルカイト店・中古車 ミルカイト店/中巨摩郡昭和町西条新田777

## 山梨県内の他の日産車販売店
- 日産プリンス山梨販売